# فقه الزواج الإسلامي
في الشريعة الإسلامية، الزواج (نكاح) هو عقد قانوني واجتماعي بين شخصين، والزواج هو عمل من أعمال الإسلام ويوصى به بشدة، وتعدد الزوجات مسموح به في الإسلام مع بعض الشروط، لكن تعدد الأزواج محرم.

## أنواع الزواج

### الزواج

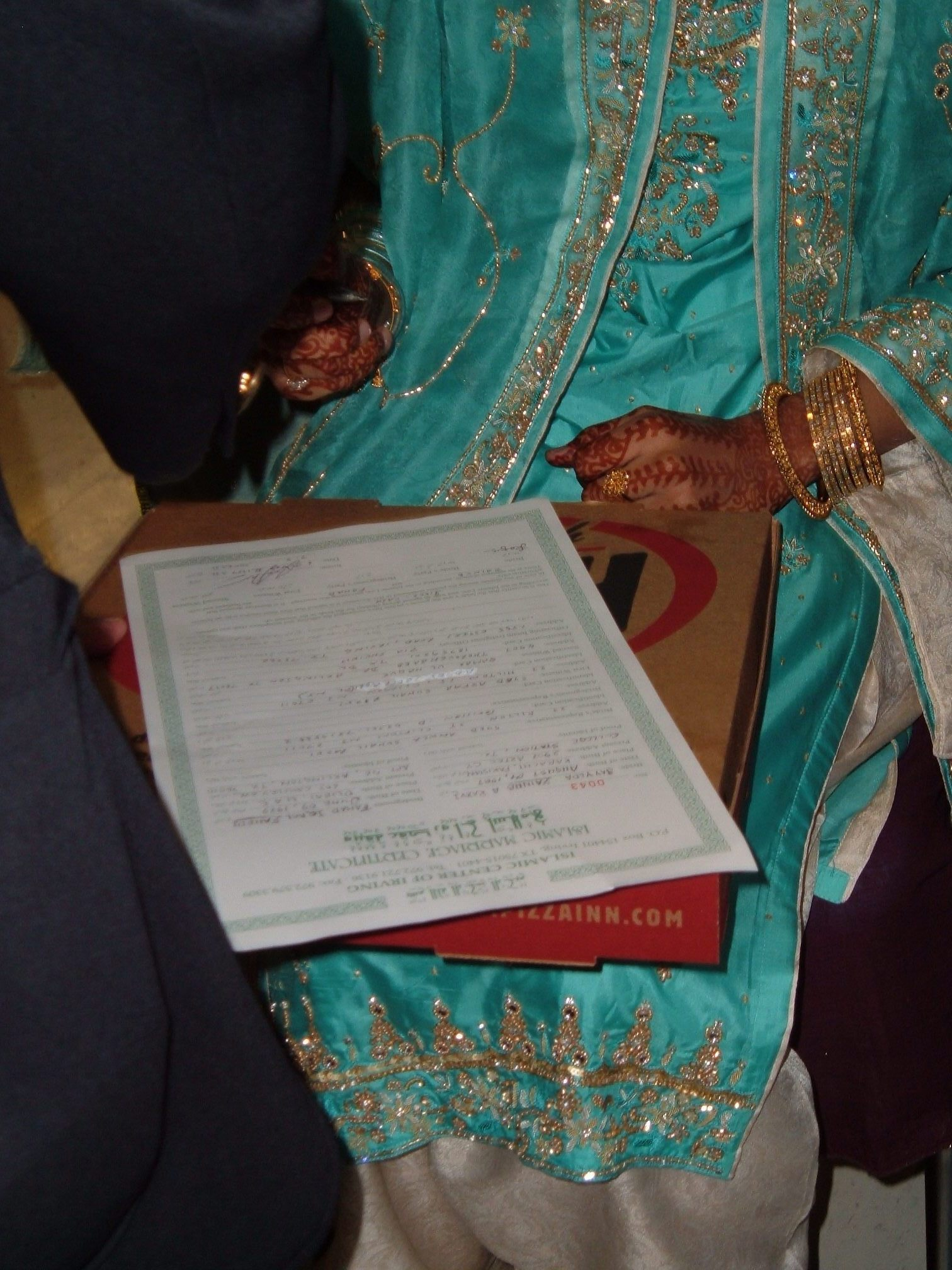
عروس مسلمة توقع على شهادة الزواج، 2006، باكستان.

الزواج (عربى: نكاح) هو الشكل الأول - والأكثر شيوعًا - للزواج عند المسلمين، تم وصفه في القرآن في سورة النساء الاية:4.

### أنظمة
- على الرغم من أن المقصود منها أن تكون حالة دائمة، إلا أنه يمكن إنهاؤها من خلال مشاركة الزوج في عملية الطلاق أو قيام الزوجة بطلب الخلع.
- يرث الزوجان من بعضهما البعض.
- يتم توقيع عقد قانوني عند الدخول في الزواج، ولكن ليس شرطا أن يكون العقد مكتوبا، وقد يكون شفهياً، خاصة بين الأميين؛ وإذا كان الأجل المتفق عليه محددا في عقد النكاح فيعتبر:
  - في الفقه السني العقد باطل.
  - في الفقه الشيعي، يحدد العقد زواج المتعة.

### متطلبات الشهود
- شاهدان من الجانبين[7]

إذن من الوالي:
- في الفقه السني: إلزامي (المالكي، الشافعي، الحنبلي) أو مستحسن بشدة (حنفي)
- في الفقه الشيعي: على قولة العلماء هو إما واجب وإما واجب على الأحوط.

### زواج التحليل
يُعرف نكاح التحليل أيضًا باسم زواج التحليل وهو ممارسة تتزوج فيها المرأة بعد طلاقها طلاقًا نهائيًا من رجل آخر، ويتم الدخول والبناء بينهما، وتطلق على الفور لغرض وحيد هو العودة لزوجها السابق مرة أخرى، وهو محرم في الشريعة الإسلامية.

### الزواج الجماعي
الزواج الجماعي، أو الزواج المشترك، هو شكل من أشكال الزواج الذي كان يُمارس في شبه الجزيرة العربية قبل الإسلام، حيث كان يجامع امرأة عدة رجال، وإذا أنجبت طفلاً، فإنها تختار أحد الرجال ليكون والد الطفل، وقد حرم الإسلام هذا النوع من الزواج، الأمر الذي يتطلب أن يتزوج أي رجل وامرأة قبل الجماع.

### زواج الإستبضاع
زواج الإستبضاع وهو أن يرسل الزواج زوجته إلى شخص آخر، عادة من سلالة نبيلة، لإقامة علاقات جنسية معه، ويمتنع الزوج عن ممارسة العلاقة الجنسية مع زوجته حتى تحمل من الرجل الآخر، وسيطالب الرجل بأبوة الطفل المرتقب، والهدف من ذلك الحصول على طفل من سلالة نبيلة، وتم القضاء علي هذا النوع من الزواج بالتشريع الإسلامي.

### زواج المسيار
زواج المسيار هو زواج عند أهل السنة يتم من خلال الإجراء التعاقدي العادي، مع خصوصية تنازل الزوج والزوجة أو أحدهما عن عدة حقوق بمحض إرادتهم، مثل العيش معًا، وتقسيم الليالي بالتساوي بين الزوجات في حالات تعدد الزوجات، وحق الزوجة في السكن والنفقة، وحق الزوج في التدبير المنزلي وغير ذلك. والفرق بين هذا وبين المتعة أن المتعة لها شرط مدة محددة و تاريخ الانفصال قبل عقد الزواج.
وذهب علماء السنة إلى جواز نكاح المرأة بنية الطلاق إذا لم تعلم الزوجة أو كانت تتوقع الطلاق أثناء العقد.

### زواج المتعة
زواج المتعة (بالإنجليزية: Nikah mut'ah) :1045أو سيغيه ( (بالفارسية: صیغه ، ازدواج موقت) هو عقد زواج مؤقت خاص وشفهي يُمارس عند الشيعة الإثني عشرية حيث يجب تحديد مدة الزواج والمهر والاتفاق عليهما مسبقًا:242 :47–53
وهو عقد خاص يتم إبرامه بشكل شفهي أو كتابي، مطلوب فيه إعلان نية الزواج وقبول الشروط كما هو الحال في أشكال الزواج الأخرى في الإسلام.
وفقا للمسلمين الشيعة، أجاز محمد نكاح المتعة (زواج محدد المدة، يسمى المتعة في العراق وسيغه في إيران)، والذي تم استخدامه بدلا من ذلك كغطاء شرعي للعاملين في مجال الجنس في ثقافة تحظر فيها الدعارة، وقد كتب بعض الكتاب الغربيين بأن زواج المتعة يعتبر نوع من الدعارة.
تقول بعض المصادر أن زواج المتعة ليس له حد أدنى أو أقصى محدد للمدة، ولكن مصادر أخرى، مثل قاموس أكسفورد للإسلام، تشير إلى أن الحد الأدنى لمدة الزواج مثير للنقاش ومدته لا تقل عن ثلاثة أيام أو ثلاثة أشهر وتم اقتراح سنة.
وصرح بعض المسلمين والعلماء الغربيين أن زواج المتعة محاولة باطلة لتشريع الدعارة المحرمة، أما الشيعة الزيدية فإنهم يرفضون زواج المتعة.[بحاجة لمصدر]

### زواج الشغار
زواج الشغار هو زواج بحيث يقوم رجلان بتبادل بناتهما أو أخواتهما أو غيرهما من النساء المقربات للزواج دون دفع المهر، ولقد منعه نبي الإسلام محمد .

### الزواج بين الأديان
يتم الاعتراف بالزواج بين الأديان بين المسلمين وأهل الكتاب غير المسلمين (كاليهود والمسيحيين والصابئة)، تاريخيا، مُنعت النساء المسلمات من الزواج من رجال مسيحيين أو يهود، بينما سُمح للرجال المسلمين بالزواج من نساء مسيحيات أو يهوديات.
على الرغم من أن الإسلام السني يحظر على النساء المسلمات الزواج من رجال غير مسلمين، إلا أنه في أجزاء مختلفة من العالم، تتم الزيجات بين النساء المسلمات والرجال غير المسلمين، مما يتعارض مع الفهم السني التقليدي للإجماع، على سبيل المثال، في الولايات المتحدة، حوالي 10% من المسلمات متزوجات من رجال غير مسلمين.
إن تقليد الإسلام الإصلاحي يسمح بالزواج بين المرأة المسلمة والرجال غير المسلمين؛ ومن بين علماء المسلمين الذين يؤيدون هذا الرأي خليل محمد، وحسن الترابي، وغيرهم.

## القيود المفروضة على الزواج

### تعدد الزوجات
يُسمح للرجال المسلمين بـ تعدد الزوجات، أي أنه يمكنهم الحصول على أكثر من زوجة، بحد أقصى أربع، في سورة النساء الآية 3.
بينما تعدد الأزواج على النقيض من ذلك، فلا يُسمح بممارسة المرأة مع أكثر من زوج، فأحد الأسباب الرئيسية هو التساؤل المحتمل عن نسب الأب.

### السن المسموح به
وأجاز صحيح مسلم الزواج إذا بلغ الشخص سن البلوغ (أي: الحيض، وتغيير الصوت، والاحتلام) وعادة ما يُفهم النضج الجنسي في الشريعة الإسلامية على أنه البلوغ، وفي الوقت نفسه، يحرم الجماع حتى يتمكنوا من تحمله جسديا.

### الديانات الأخرى
تقليديا، يرى الفقهاء المسلمون أن المرأة المسلمة لا يجوز لها الزواج إلا من رجل مسلم، ويسمح القرآن صراحةً للرجال المسلمين بالزواج من نساء عفيفات من أهل الكتاب، وهو المصطلح الذي يشمل اليهود والمسيحيين.

### الزواج الإجباري أو القسري
ويمكن ترتيب الزواج بين بعض العائلات لأبنائهم، لكن المتطلبات الإسلامية للزواج الشرعي تتضمن اشتراط موافقة الطرفين، العروس والعريس وولي العروس، على موافقتهما القانونية،والزواج بدون موافقة العروس أو الإكراه غير قانوني عند جمهور العلماء.
وإذا كانت الفتاة لم تصل لسن البلوغ، فإن غالبية العلماء يذهبون إلى عدم جواز نكاحها؛ وينص الكثيرون على أنه يجب أن يكون في مصلحتها كي يعتبر زواجًا صحيحًا، وهناك خلاف حول ما إذا كان يجوزللقاصر ترك حضانة أسرتها والانتقال إلى بيت زوجها إذا لم تكن قد بلغت سن البلوغ، ويمكن رؤية بعض الأدلة التي تؤيد كلا الجانبين في الروايات التالية عن النبي محمد:
عن عائشة: أن النبي تزوجها وهي بنت ست سنوات، وبنى عليها وهي بنت تسع سنين، قال هشام: بلغني أن عائشة لبثت مع النبي تسع سنين (أي حتى وفاته).
وفي صحيح البخاري 7.18 طلب النبي من أبا بكر يد عائشة للزواج، فقال أبو بكر: ولكن أنا أخوك، فقال النبي: "أنت أخي في دين الله وكتابه، ولكنها تحل لي يعني (عائشة)."
ومع ذلك، هناك أدلة من مصادر إسلامية أخرى تشير إلى أن هذا ليس أمرًا مسموحًا به لجميع المسلمين؛ بل كان فقط للنبي محمد، والدليل على هذا الرأي ما يلي:
في حديث عائشة أنها سألت النبي: «الجارية التي زوجها أبواها تستأذن أم لا؟» قال: نعم، يجب أن تأذن لها، فقالت: ولكن العذراء تستحيي يا رسول الله! قال: سكوتها إذنها. [البخاري ومسلم وغيرهما]
ويبدو أن إذن العروس القاصر ضروري لكي يعتبر زواجها صحيحا؛ والروايات المذكورة أعلاه تجعل من موافقة العروس شرطاً ضرورياً لصحة الزواج.

### الزناة
الإسلام لا يمنح الرجل الزاني الحق في الزواج من امرأة عفيفة، ولا يجوز للمرأة الزانية أن تتزوج من رجل عفيف، إلا إذا تم رفع الأمر إلى المحكمة ويتطهر الاثنان من هذه الذنب بالتوبة الصادقة.
﴿الْخَبِيثَاتُ لِلْخَبِيثِينَ وَالْخَبِيثُونَ لِلْخَبِيثَاتِ وَالطَّيِّبَاتُ لِلطَّيِّبِينَ وَالطَّيِّبُونَ لِلطَّيِّبَاتِ أُولَئِكَ مُبَرَّءُونَ مِمَّا يَقُولُونَ لَهُمْ مَغْفِرَةٌ وَرِزْقٌ كَرِيمٌ ۝٢٦﴾ [النور:26]

### آخر
يجوز للمرأة أو الرجل أن يتقدم للزواج مباشرة أو عن طريق وسيط (الخاطبة).
زواج المثليين بين المسلمين محرم وغير معترف به في الشريعة الإسلامية، استنادا إلى آيات صريحة من القرآن والنظرة التقليدية للممارسات الجنسية المثلية على أنها غير مشروعة.
لم تكن خواتم الزفاف منتشرة في الثقافات الإسلامية في العصور القديمة؛ ومع ذلك، فقد اعتمد العديد من المسلمين اليوم تقليد ارتداء خاتم الزواج إلى جانب ممارسات أخرى نشأت من التقاليد الأوروبية.

### المهر
المهر هو هدية إلزامية يقدمها العريس للعروس، على عكس صداق العروس فإنه يُعطى مباشرة للعروس وليس لوالدها، على الرغم من أن الهدية غالبًا ما تكون أموالًا، إلا أنها يمكن أن تكون شيء آخر يتم الاتفاق عليه بين العروس والعريس مثل منزل أو عمل تجاري يتم تسجيله باسمها، ويمكن أن تديره وتمتلكه إذا اختارت ذلك.

### عقد الزواج الاسلامي
الزواج الإسلامي ليس سرًا مقدسًا، ولكنه اتفاق قانوني بسيط يتمتع فيه أي من الشريكين بالحرية في تضمين الشروط التي يريدونها، وهذه الشروط منصوص عليها في عقد مكتوب، وتعتبر مخالفة أي شرط من الشروط المنصوص عليها في هذا العقد سبباً قانونياً لطلب الشريك الطلاق، ويعتبر الجزء الأول من الزواج، هو توقيع عقد الزواج نفسه.
قد تختلف التقاليد المختلفة في كيفية أداء الزواج لأن المجموعات المختلفة تقبل نصوصًا مختلفة باعتبارها موثوقة، لذلك، من المرجح أن يقبل السنة حديث البخاري، في حين أن الشيعة سيكون لديهم مجموعاتهم الخاصة، على سبيل المثال فروع الكافي، وبالتالي إنتاج إجراءات مختلفة، ويتطلب هذا العقد موافقة الطرفين.
وهناك تقليد خارج عن الدين في بعض الدول الإسلامية يقضي بالترتيب المسبق لزواج الأطفال الصغار، ومع ذلك، لا يزال الزواج يتطلب موافقة حتى يتم الزواج بشكل قانوني.
الطلاق ليس محرماً كملاذ أخير إذا احتاج الزوجين لذلك، لكن فسخ عقد الطلاق، غالباً ما يوصف بأنه أبغض الأشياء المباحة في الإسلام ويجب استخدامه كملاذ أخير.

## الوليمة
الوليمة عبارة عن عشاء يقدمه العريس للاحتفال بالترحيب بالعروس في العائلة، وهي سنة قوية ويستحب إجراؤها في أقرب وقت ممكن بعد النكاح.

## السلوك داخل الزواج

### الحقوق والواجبات الزوجية
يدعو الإسلام إلى العلاقة القائمة على تبادل الأدوار بين الزوج وزوجته.
قال عبد الله بن مسعود: فقال النبي صلى الله عليه وسلم: «كلكم راع وكلكم مسؤول عن رعيته، فالأمير راع، والرجل راع في أهل بيته، والمرأة راعية ومسؤولة عن بيت زوجها وولده، وهكذا»،كلكم راع وكلكم مسؤول عن رعيته".
فهو يضع المسؤولية الرئيسية عن الكسب على عاتق الزوج، وكلاهما ملزم بإشباع احتياجات الطرف الآخر الجنسية، وكلاهما ملزمان بمعاملة بعضهما البعض بلطف.

#### سكن منفصل للزوجة
للزوجة الحق في العيش في سكن منفصل مع زوجها وأولادها، إذا لم ترغب في تقاسمه مع أحد مثل أهل زوجها أو أقاربها، وهذا قول أكثر الفقهاء الحنفية والشافعية والحنابلة، كما يحق لها رفض العيش مع والد زوجها وأمه وإخوته.
عن عبد الله بن عمر أنه سمع رسول الله يقول: «كلكم راع ومسئول عن رعيته، فالأمير راع ومسئول عن رعيته، والرجل راع في أهله ومسئول عن رعيته، والمرأة راعية في بيت زوجها ومسؤولة عن رعيتها، والعبد راع على مال سيده ومسؤول عن رعيته"، وسمعت ذلك من النبي ، وأظن أن النبي قال أيضاً: «الرجل راع في مال أبيه ومسئول عن رعيته، فكلكم راع وكلكم مسؤول عن رعيته».[صحيح البخاري]
وهذا يدل على أن الزوجة مسؤولة عن بيت زوجها، وأيضاً الرجل ولياً على أسرته، أي: بعد زواجه يخرج من منزل والده ويدير شؤون أسرته ويكون ولي أمر أسرته.
وفي الأسرة المشتركة عادة ما يكون رب البيت إما والد الزوج أو والدة الزوج، وفي هذا دليل على أن الزوج يجب أن يعتني ببيت والديه، فإن "الرجل راع في مال أبيه"، فلا ينبغي للزوجة أن تعترض على زوجها أو تمنعه عندما يقوم برعاية والديه.

#### الحياة الجنسية
يصف القرآن والتقاليد الإسلامية الحياة الجنسية في الإسلام إلى حد كبير أنها تقتصر على العلاقات بين الرجل والمرأة، في حين أن التقاليد الإسلامية لا تشجع على العزوبية، وتشجع على العفة (انظر الحياء) فيما يتعلق بأي علاقات جنسية، مع التأكيد على أن العلاقة الحميمة كما يُنظر إليها في الإسلام (التي تشمل مجموعة من الأمور أكثر اتساعًا من الجنس بشكل صارم) يجب أن تكون محفوظة لـ زواج.
قال عبد الله بن مسعود:
في حين أن علاقات الزنى محرمة تمامًا في الإسلام، إلا أن العلاقات الجنسية المسموح بها داخل الزواج توصف في المصادر الإسلامية بأنها ينابيع عظيمة للحب بين الزوجين المعنيين، بل إن العلاقة الجنسية بين المتزوجين هي مكافأة من الله، وبالمقابل إن إشباع الحاجات الجنسية بوسائل غير مشروعة له عقوبة.
وفي مناسبات معينة (أبرزها صيام النهار (انظر الصوم) والحيض) هي أوقات محظورة للجماع، ولكن لا بأس بطرق أخرى من اللمس والقرب من بعضها البعض، كما ويُمنع منعا باتا ممارسة الجنس الشرجي مع الزوجة.
الإسلام لديه نهج منفتح ومرح تجاه الجنس طالما أنه في إطار الزواج، خالي من الفسق والفسق والزنا.

### أدوار الزوجين
ويؤكد القرآن أن هناك اختلافات فطرية بين المرأة والرجل، ويضع الإسلام حقوقًا مختلفة على الزوج والزوجة.
ومن الحقوق المشتركة التي يدين بها الزوجين لبعضهما البعض ما يلي:
- الحق في الاستمتاع ببعضنا البعض.
- الحق في الميراث من بعضهم البعض.
- حق إثبات نسب أبنائهم.

ومن الحقوق التي يجب على الزوج تجاه زوجته:
أن نعاملها كإنسانة متساوية.
ومن الحقوق التي يجب على الزوجة تجاه زوجها:
- كونه رب الأسرة
- والطاعة في كل ما ليس في معصية الله
- العلاقات الزوجية
- لا تسمح بدخول أي شخص إلى البيت لمن لا يرضاه
- وأن لا تخرج من البيت إلا بإذنه
- أنها تحمي ممتلكاته
- يستحق الشكر على جهوده
- وأنها لا تستطيع صيام التطوع في وجوده إلا بإذنه

هذه بعض الحقوق التي يجب على الزوجين لبعضهما البعض.

## أنظر أيضا
- بناء – شكل من أشكال الزواج المستخدم في شبه الجزيرة العربية قبل الإسلام
- وجهات النظر الإسلامية حول العبودية
- عادات الزواج والأفراح في الإسلام
- خطبة الضرورات
- المرأة في الإسلام

## وصلات خارجية
- الزواج في الشريعة الإسلامية
- الكتاب الإلكتروني: الزواج – شكل من أشكال العبادة
- الكتاب الإلكتروني: عادات الزفاف والتقاليد غير الإسلامية
- حقوق الزوج والزوجة، وقضايا نظام الأسرة المشترك نسخة محفوظة 11 نوفمبر 2023 على موقع واي باك مشين.
- آداب الزواج الإسلامي
- الفلسفة الإسلامية للزواج نسخة محفوظة 27 نوفمبر 2020 على موقع واي باك مشين.
- بالفيديو: رجل بريطاني وفرنسي يتحدثان عن إسلامهما وكيف تزوجا. نسخة محفوظة 25 نوفمبر 2006 على موقع واي باك مشين.
- بالفيديو: مسلمة فرنسية تتحدث عن الحجاب والزواج نسخة محفوظة 25 نوفمبر 2006 على موقع واي باك مشين.
- "أساسيات الزواج السعيد" على موقع crescentlife.com، وهي وجهة نظر إسلامية للزواج تتمحور حول "21 F"، والكلمات التي تبدأ بحرف F مثل الإيمان، والتسامح، والنسيان، والتسامح، وما إلى ذلك.
- لماذا لا يستطيع العزاب المسلمون الزواج؟
- الولي في الإسلام: 1 ، 2 ، 3 ، 4 ، 5
- الزواج الإسلامي وتعاليم القرآن نسخة محفوظة 25 فبراير 2010 على موقع واي باك مشين.
- المسار القرآني | زواج المؤمنين